# Ilse Keydel
Ilse Keydel (* 1921; † 5. Mai 2003) war eine deutsche Florettfechterin. Sie war mehrfache deutsche Meisterin und gewann die erste internationale Medaille im Fechten für die Bundesrepublik Deutschland nach dem Zweiten Weltkrieg. Keydel focht beim TK Hannover.

## Erfolge
Bei den Weltmeisterschaften 1953 in Brüssel erreichte Keydel hinter der Italienerin Irene Camber und der französischen Fechterin Renée Garilhe den dritten Platz und gewann somit die erste internationale Medaille für die 1949 gegründete Bundesrepublik. Mit der Mannschaft konnte sie bei den Weltmeisterschaften 1957 in Paris und 1958 in Philadelphia die Silbermedaille gewinnen. Bei den Olympischen Spielen 1956 in Melbourne wurde sie trotz Einsatz des Deutschen Fechter-Bundes für weitere Startplätze aus Kostengründen nicht berücksichtigt.
1955 wurde Keydel deutsche Meisterin im Floretteinzel, 1953, 1954 und 1957 wurde sie Zweite, 1951 belegte sie den dritten Platz. Mit der Mannschaft des TK Hannover wurde sie 1958 deutsche Mannschaftsmeisterin.
1956 erhielt sie das Silberne Lorbeerblatt als „[m]ehrfache Meisterin im Florettfechten“. Keydel verstarb 2003 im Alter von 82 Jahren. 2010 wurde sie in das Ehrenportal des niedersächsischen Sports aufgenommen. In Hannover wird jährlich das „Ilse–Keydel–Turnier“ ausgetragen.